# Thermosphaeroma mendozai
Thermosphaeroma mendozai es una especie de crustáceo isópodo de la familia Sphaeromatidae.

## Distribución geográfica
Es endémica de las aguas termales de Chihuahua (México).